# Bryan Talbot
Bryan Talbot (nascut el 24 de febrer de 1952 a Wigan, Lancashire, Anglaterra) és un autor de còmic i escriptor conegut sobretot com el creador de The Adventures of Luther Arkwright i la seva seqüela, Heart of Empire, a més de la sèrie de novel·les gràfiques Granville. Juntament amb la seva esposa, Mary M. Talbot, van produÏr Dotter of Her Father's Eyes, amb la que van guanyar el premi Costa Book de 2012 de biografia.

## Vida i obra
Bryan Talbot va néixer el 24 de febrer de 1952 a Wigan, Lancashire. Va estudiar a la Wiggan Grammar School, la Wigan School of Arts i el Harris Colege de Preston, Lancashire, a on es va graduar en un grau de disseny gràfic.

### Carrera
Talbot va començar a treballar en el món dels còmics a l'escena del còmic underground a finals de la dècada dels 1960. El 1969 es va editar el seu primer treball: il·lustracions a Mallorn de la revista de la Societat Tolkien britànica. El 1972 va editar un treball setmanal al diari del seu institut. Va continuar dibuixant còmics després de deixar l'institut. Va produir Brianstorm Comix, el primer dels tres que formarien The Chester P. Hackensbush Trilogy, un personatge que posteriorment seria revisitat per Alan Moore amb el personatge de Chester Williams a Swamp Thing.
El 1978 Talbot va començar a dibuixar The Adventures of Luther Arkwright, que es va publicar a la revista Near Myths i posteriorment va continuar en altres publicacions. Aquest material fou recopilat en un volum per l'editorial Dark Horse Comics. Juntament amb When the Wind Blows, aquesta és una de les primeres novel·les gràfiques britàniques. El 1980 va dibuixar per la revista 2000 AD tres sèries de Nemesis the Warlock i alguns treballs ocasionals per Judge Dredd. La història The Tale of One Bad Rat versa sobre l'abús sexual infantil.
A la dècada dels 1990 va començar a treballar per a la indústria estatunidenca, sobretot per DC Comics. Va dibuixar títols com Hellblazer, Batman: Legends of the Dark Knight, i Dead Boy Detectives. A més va col·laborar amb Neil Gainman a The Sandman, a on va dibuixar còmics als arcs argumentals Fables & Reflections, A Game of You i Worlds' End. També va dibuixar la sèrie limitada The Nazz amb guió de Tom Veitch. També va treballar amb el germà d'aquest, Rick Weitch a Teknophage, una de les nombroses mini sèries que va dibuixar per l'editorial Tekno Comix. Talbot també ha dibuixat cartes de Magic: The Gathering. Ha il·lustrat les Fables de Bill Willingham fins que va retornar a l'univers de Luther Arkwright amb Heart of Empire.
El 2006 va anunciar la novel·la gràfica Metronome, un poema visual ple d'erotisme, que va escriure sota el pseudònim de Véronique Tanaka. El 2009 va admetre que ell era aquest autor.
El 2007 va tornar a treballar a Alice in Sunderland, amb treballs que enllaçava Lewis Carroll, Alice Liddell i la zona de Sunderland i Wearside. També va escriure i dibuixar Cherubs!, que l'autor va descriure com una aventura de comèdia sobre éssers sobrenaturals. Van seguir el 2009 una seqüela de Grandville i va anunciar una sèrie de novel·les gràfiques que va continuar amb Grandville Bête Noire.

## Premis i reconeixement
- 1985 Premi Eagle al personatge preferit per Torquemada de Nemesis the Warlock.[16]
- 1988:[17]
  - Premi Eagle a millor artista (britànic)
  - Premi Eagle a millor còmic nou per The Adventures of Luther Arkwright
  - Premi Eagle al millor personatge per Luther Arkwright
  - Premi Eagle a millor coberta de còmic per The Adventures of Luther Arkwright
- 1993 dos premis eagle per The Tale of One Bad Rat
- 1996 Premi Eisner pel millor àlbum gràfic per The Tale of One Bad Rat
- 1999 Premi Haxtur a la millor línia llarga de còmic per The TAle of One Bad Rat
- 2000 Premi Inkpot[18]
- 2007:[19]
  - Nominat al Premi BSFA per la millor novel·la per Alice in Sunderland
  - Nominat al premi Eagle per millor guionista i artista de còmics
  - Nominat a la millor novel·la gràfica original dels Premi Eagle per Alice in Sunderland
- 2008 Nominat per millor pintor o artista multimèdia al Premi Eisner.[20]
- 2009 Talbot va obtenir un Doctorat honorífic en arts per la Universitat de Sunderland el juliol de 2009, que fou atorgat per primera vegada a un artista de còmics.[21]
- 2010 Talbot fou premiat per un Grau Honorari de Doctor en Lletres el 17 de juliol de 2012 a la Universitat de Northúmbria en reconeixement del seu treball en el camp de la novel·la gràfica.[22]
- 2012: Guanyador del premi a la millor biografia del Premi Costa per Dotter of Her Father's Eyes amb Mary Talbot.[1]
- 2014: Invitat d'honor a la NordicFuzzCon

## Obres
- The Adventures of Luther Arkwright (diversos editors: 1978–1989, ISBN 1-56971-255-7)
- Brainstorm: The Complete Chester P.Hackenbush and Other Underground Classics (Alchemy Publications, 1982, ISBN 0-9508487-0-0 reeditat el 1999, ISBN 0-9508487-1-9)
- Tharg's Future Shocks: "The Wages of Sin" (amb Alan Moore, a 2000 AD No. 257, 1982)
- Ro-Busters: "Old Red Eyes is Back" (amb Alan Moore, a 2000AD Annual 1983, 1982)
- Nemesis the Warlock (amb Pat Mills):
  - "The Gothic Empire (Book IV)" (a 2000 AD No. 390–406, 1984–1985)
  - "Vengeance of Thoth (Book V)" (a 2000 AD No. 435–445, 1985)
  - "Torquemurder (Book VI) Part 1" (a 2000 AD No. 482–487, 1986)
  - "Torquemurder (Book VI) Part 2" (a 2000 AD No. 500–504, 1986–1987)
- Sláine: "The Time Killer" (amb Pat Mills, a 2000 AD No. 431, 1985)
- Judge Dredd:
  - "House of Death" (amb John Wagner/Alan Grant, a Diceman No. 1, 1986)
  - "Last Voyage of the Flying Dutchman" (amb John Wagner/[Alan Grant, a 2000 AD No. 459, 1986)
  - "Judge Dredd and the Seven Dwarves" (amb John Wagner/Alan Grant, a Judge Dredd Annual 1987, 1986)
  - "Ladies' Night" (amb John Wagner/Alan Grant, a 2000AD Annual 1987, 1986)
  - "Caterpillars" (guionitzat per Michael Carroll, colorejat per Alwyn Talbot, a 2000 AD No. 1730, abril de 2011)
- Torquemada: "The Garden of Alien Delights" (amb Pat Mills, a Diceman No. 3, 1986)
- One-Off:
  - "Alien Enemy" (amb guió i llàpissos de Mike Matthews, a 2000AD Sci-Fi Special 1987)
  - "Memento" (in 2000 AD prog 2002, 2001)
- The Sandman (amb Neil Gaiman):
  - A Game of You (DC Comics, 1991–1992, ISBN 1-56389-089-5)
  - Fables and Reflections (DC Comics, 1991–1993, ISBN 1-56389-105-0)
  - Worlds' End (DC Comics, 1993, ISBN 1-56389-170-0)
- The Tale of One Bad Rat (Dark Horse Comics, quatre capítols a les minisèries, 1995, ISBN 1-56971-077-5)
- Neil Gaiman's Phage: Shadow Death (guió, amb dibuix de David Pugh i tinta de Tim Perkins, sis capítols de les sèries limitades, Tekno Comix, juny-novembre de 1996)
- Batman: Dark Legends (reeditat Batman: Legends of the Dark Knight No. 39 – 40, 50, 52 – 54, 1996, ISBN 1-85286-723-X)
- The Dreaming No. 9–12 (guió, ammb artistes Dave Taylor (No. 9) i Peter Doherty (No. 10–12), DC Comics, Febrer-maig de 1997)
- Heart of Empire: Or the Legacy of Luther Arkwright (Dark Horse Comics, nou capítols de les sèries limitades, 1999, ISBN 1-56971-567-X)
- Hellblazer Annual No. 1 ("The Bloody Saint", només art de l interior.)
- The Dead Boy Detectives (amb Ed Brubaker, Vertigo, quatre capítols de les sèries limitades, 2001)
- "Nightjar" (amb Alan Moore, a Alan Moore's Yuggoth Cultures and Other Growths No. 1, Avatar Press, 2003)
- Fables: Storybook Love (amb Bill Willingham, Vertigo, 2004, ISBN 1-4012-0256-X)
- Alice in Sunderland (novel·la gràfica, Jonathan Cape, abril de 2007, ISBN 978-0-224-08076-7)
- The Naked Artist: comic Book Legends, Calumet City, Illinois, Moonstone. ISBN 1-933076-25-9
- Cherubs! (amb Mark Stafford, novel·la gràfica, 104 pàgines, Desperado Publishing, novembre de 2007, ISBN 0-9795939-9-9)
- The Art of Bryan Talbot (96 pàgines, NBM Publishing, desembre de 2007, ISBN 1-56163-512-X)
- Metronome (com Véronique Tanaka, 64 pages, NBM Publishing, maig de 2008, ISBN 1-56163-526-X)
- Grandville (novel·la gràfica, 104 pàgines, Jonathan Cape, ISBN 0-224-08488-7, octubre de 2009, Dark Horse Comics, ISBN 1-59582-397-2, Novembre de 2009)
- Grandville Mon Amour (novel·la gràfica, 104 pàgiens, Jonathan Cape, ISBN 0-224-09000-3, Desembre de 2010)
- Dotter of Her Father's Eyes (amb la seva muller, Mary Talbot, novel·la gràfica, 88 pàgiens, Dark Horse Còmics)
- Grandville Bête Noire (novel·la gràfica, 104 pàgines, Jonathan Cape, ISBN 0-224-09624-9, desembre 2012, Dark Horse Comics, ISBN 1-59582-890-7, de desembre de 2012)
- Grandville: Nöel (Jonathan Cape, 2014)
- The Red Virgin and the Vision of Utopia (amb Mary M. Talbot, novel·la gràfica, Dark Horse Comics, 2016)
- Grandville: Force Majeure (Dark Horse Comics, 2017)